# Manuel Moll Salord
Manuel Moll Salord (Ciudadela, Menorca, 15 de marzo de 1897-Barcelona, 23 de marzo de 1972) fue un obispo católico español. Obispo de Tortosa.

## Biografía
Hijo del alcalde de Ciudadela (Menorca). 
En 1932 ingresó como miembro de la Hermandad de Sacerdotes Operarios Diocesanos. 

### Episcopado
Doctor en Filosofía, Teología y Derecho Canónico por la Universidad Gregoriana de Roma fue nombrado obispo Coadjutor de Tortosa. 
En 1938 fue nombrado obispo Administrador Apostólico de Lérida y el 1943 tomó posesión de la diócesis de Tortosa, por defunción de Félix Bilbao, hasta octubre de 1968. 
Durante la visita de Franco en Tortosa, el 21 de junio de 1966, mostró su adhesión al régimen del general.
El Concordadto de 1953 y el intento de las autoridades civiles de adaptar las diócesis a los límites provinciales civiles provocaron durante su pontificado una gran segregación de parroquias del obispado de Tortosa, especialmente en favor del nuevo obispado de Segorbe-Castellón. Así, el Decreto de la Sagrada Congregación Consistorial "De mutatione finium Dioecesium Valentinae-Segorbicensis-Dertotensis", de 31 de mayo de 1960, desmembraba del territorio de la diócesis de Tortosa las parroquias de los arciprestazgos de Nules, Villareal, Castellón de la Plana, Lucena del Cid y Albocácer (se exceptuaron Catí y Tírig).
Del mismo modo, la diócesis de Segorbe perdía las parroquias pertenecientes en la provincia de Valencia, las cuales fueran agregadas a la archidiócesis de Valencia.
Fue el artífice de la reconstrucción de iglesias y templos por toda la diócesis, después de la Guerra Civil, y de la edificación del Seminario diocesano de la Asunción de Tortosa, obra del arquitecto Vicente Traver. A la entrada de este gran edificio se le erigió un busto realizado por Ángel Acosta que fue inaugurado el 6 de noviembre del 2000. En 1962 el Ayuntamiento de Tortosa le otorgó el título de Hijo Adoptivo y el 1966, pocos meses después de la inauguración del Monumento a la batalla del Ebro, se le concedió la Grande Cruz de la Orden de Isabel la Católica.
Lo sucedió al frente de la diócesis Ricard Maria Carles Gordó.
Sus restos reposan en la catedral de Tortosa.